# Construccions de pedra seca II (el Vilosell)
Construccions de pedra seca II és una obra del Vilosell (Garrigues) inclosa a l'Inventari del Patrimoni Arquitectònic de Catalunya.

## Descripció
És una petita cabana de volta feta de pedra vista, grans carreus sense treballar. Està orientada cap al nord-est. La coberta és una volta feta amb pedres i bigues de fusta, avui coberta amb vegetació. L'entrada és allindada i està centrada a la façana principal.